# Apancingo
Apancingo är en ort i Mexiko.   Den ligger i kommunen Coatlán del Río och delstaten Morelos, i den sydöstra delen av landet, 90 km söder om huvudstaden Mexico City. Apancingo ligger 1 152 meter över havet och antalet invånare är 504.
Terrängen runt Apancingo är kuperad åt nordväst, men åt sydost är den platt. Runt Apancingo är det ganska tätbefolkat, med 108 invånare per kvadratkilometer. Närmaste större samhälle är La Joya, 1,5 km söder om Apancingo. I omgivningarna runt Apancingo växer huvudsakligen savannskog.